# Kirche Neukirch (Kreis Niederung)

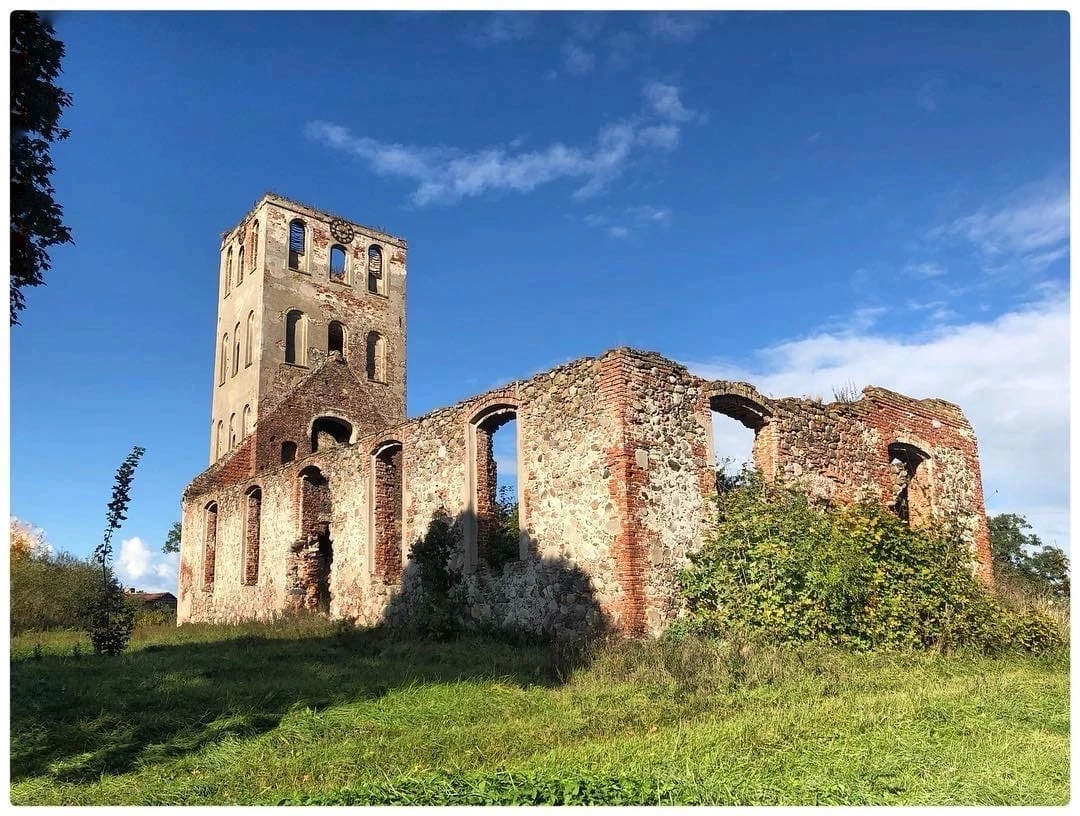
Ruine der Neukircher Kirche

Die Kirche in Neukirch (russisch Кирха Йонейкишкена, der Ort hieß bis 1770 „Joneykischken“) im früheren ostpreußischen Kreis Niederung (Elchniederung) ist ein einfacher Feldsteinbau aus der ersten Hälfte des 18. Jahrhunderts und war bis 1945 evangelische Pfarrkirche für das Kirchspiel des heute Timirjasewo genannten Ortes in der russischen Oblast Kaliningrad (Gebiet Königsberg (Preußen)). Heute steht nur noch eine Ruine des Gotteshauses.

## Geographische Lage
Das heute Timirjasewo genannte Dorf liegt sechs Kilometer nordöstlich der Kreisstadt Slawsk (Heinrichswalde) an der russischen Fernstraße R 513. Die nächste Bahnstation ist Slawsk an der Bahnstrecke Kaliningrad–Sowetsk (Königsberg–Tilsit).
Der Standort der verbliebenen Kirchenruine liegt im östlichen Dorfteil nordöstlich der Landstraße nach Sapowednoje (Seckenburg, bis 1924 Kryszahnen).

## Kirchengebäude
Eine erste Kirche wurde in Joneykischken auf Veranlassung der Patronin Rosina von Hallen im Jahre 1635 aus Holz gebaut. Sie brannte allerdings 1727 nach Blitzschlag ab. Der Neubau des Gotteshauses dauerte bis 1740, die Einweihung fand am 1. Advent statt. Im Zusammenhang des Kirchenbeubaus wurde der Ortsname 1770 von „Joneykischken“ in „Neukirch“ geändert.
Bei der neuen Kirche handelte es sich um einen schlichten Feldsteinbau mit Turm. Den Innenraum mit zwei seitlichen Emporen überspannte ein hölzernes Tonnengewölbe. Kanzel und Altar bildeten eine Einheit, bei der Zusammenfügung hatte man Reste eines früheren Barockaltars verwendet.
Die Orgel wurde 1757 installiert und war ein Werk des Adam Gottlob Casparini in Königsberg (Preußen) (heute russisch: Kaliningrad). Das Geläut der Kirche bestand aus drei Glocken.
Den Zweiten Weltkrieg überstand die Kirche unbeschadet. Dann allerdings wurde sie als Lagerhalle für landwirtschaftliche Produkte fremdgenutzt. Dazu wurden die Fenster zugemauert und die Vorhallen im Norden und Süden abgerissen. Die Türöffnungen erweiterte man als Durchfahrt für Fahrzeuge. Durch Unachtsamkeit brannte das Bauwerk 1995 ab. Heute sind nur noch die Turmruine sowie Mauerreste des Kirchenschiffs vorhanden.

## Kirchengemeinde
Das Kirchspiel Joneykischken (auch: „Joneikischken“) wurde am 2. März 1651 gegründet, aber erst ab 1771 mit einer eigenen Pfarrstelle ausgerüstet. Für das wachsende Kirchspiel wurde ab 1870 der Einsatz eines zusätzlichen Hilfspredigers erforderlich. Die Pfarrei gehörte bis 1945 zum Kirchenkreis Niederung (Elchniederung) innerhalb der Kirchenprovinz Ostpreußen der Kirche der Altpreußischen Union. Im Jahre 1925 zählte sie 5.582 Gemeindeglieder, die in 40 Ortschaften und Wohnplätzen wohnten.
Neben der Kirchenruine kündet noch heute das Pfarrhaus von der Zeit vor 1945. Es wurde seinerzeit zeitgleich mit der Kirche gebaut und nach 1945 zeitweise als Schule genutzt.
Aufgrund von Flucht und Vertreibung der einheimischen Bevölkerung im Zusammenhang des Krieges sowie wegen restriktiver Religionspolitik der Sowjetunion brach das kirchliche Leben in Timirjasewo nach 1945 ein. Heute liegt der Ort im Einzugsbereich der in den 1990er Jahren neu entstandenen evangelisch-lutherischen Gemeinde in Slawsk (Heinrichswalde). Sie ist Pfarrsitz der Kirchenregion Slawsk innerhalb der Propstei Kaliningrad der Evangelisch-lutherischen Kirche Europäisches Russland.

### Kirchspielorte
Zum Kirchspiel der Kirche Neukirch gehörten vor 1945 40 Ortschaften und kleinere Orte:
| Name                 | Änderungsname 1938 bis 1946 | Russischer Name |  | Name                              | Änderungsname 1938 bis 1946 | Russischer Name |
| -------------------- | --------------------------- | --------------- |  | --------------------------------- | --------------------------- | --------------- |
| Adlig Althof-Skirbst |                             | Slobodskoje     |  | Lakendorf                         |                             | Bogunowo        |
| Adlig Groß Skirbst   |                             | Grawinoje       |  | Langenberg                        |                             | Priwolje        |
| Adlig Kreywehlen     | Adelau                      | Solonzy         |  | Leitwarren                        |                             | Abrikossowka    |
| Alleckneiten         | Kurwensee                   |                 |  | Lentenbude                        |                             | Uglowoje        |
| An Rokaiten          | Kleinrokitten               | Kamskoje        |  | Lessen                            |                             |                 |
| Aschenberg           |                             | Dolinowka       |  | Lindendorf                        |                             |                 |
| Bartscheiten         | Oswald                      | Tumanowka       |  | Mägdeberg                         |                             |                 |
| Bogdahnen            | Bolzfelde                   | Werchni Bisser  |  | Neu Bogdahnen                     | Bolzhagen                   | Nischni Bisser  |
| Budehlischken        | Hoheneiche                  | Grosnoje        |  | Neuendorf                         |                             |                 |
| Doblienen            |                             | Dublinino       |  | Neufrost                          |                             | Swetloje        |
| Dwarrehlischken      | Herrendorf                  | Solonzy         |  | Neukirch, bis 1770: Joneykischken |                             | Timirjasewo     |
| Gilkendorf           |                             | Uwaly           |  | Pawarszen                         | Kleinwarschen               | Slawnoje        |
| Gronwalde            |                             |                 |  | Rokaiten                          | Rokitten                    |                 |
| Gumbehlischken       | Eichholz                    | Grawinoje       |  | Schönrohr                         |                             |                 |
| Hohenwiese           |                             | Dubrowka        |  | Selseningken                      | Selsen                      |                 |
| Ibenberg             |                             | Trjochgornoje   |  | Skirbst                           | Heideckshof                 |                 |
| Johannsdorf          |                             | Romaschkino     |  | Stobingen                         |                             | Pridoroschnoje  |
| Klein Skirbst        | Kleinheideckshof            | Slobodskoje     |  | Wolfsberg                         |                             | Wetrjanka       |
| Köllmisch Schnecken  |                             | Wessjoloje      |  | Wolfsdorf                         |                             | Senzowo         |
| Köllmisch Skirbst    |                             |                 |  | Ziegelberg                        |                             |                 |

### Pfarrer
Zwischen 1771 und 1945 waren als Pfarrer bzw. Hilfsprediger an der Kirche Neukirch tätig:
| - Christian Lowin, 1771–1783 - Friedrich Sperber, 1783–1804 - Christian Ferdinand Zippel, 1804–1805 - Johann Christian Meier, 1805–1831 - Andreas Friedrich Zippel, 1831–1848 - Friedrich Ludwig Kraus, bis 1848. - Johann Gottfried H. Zippel, 1849–1850 - Johann Heinrich Lehmann, 1850–1869 - Emil August Daniel Hundertmark, 1870. - Daniel Albert Th. Hoffheinz, 1870–1894 - Adolf Ferdinand Keil, 1887–1888 - Hermann Otto Arthur Salopiata, 1888. - Karl Rudolf Arthur Hering, 1889–1890 - Siegfried Dembowski, 1890–1891 | - Friedrich August Klein, 1891–1892 - Walter Eichhorst, 1892–1894 - Gustav Adolf Rösenberg, 1894–1899 - Eugen Louis Oskar Stephani, 1894–1911 - Alfred Dümke, 1899–1902 - Otto Hermann Heisler, 1902–1903 - Alfred Müller, 1903–1905 - Rudolf Macarus Vetter, 1903–1905 - Paul Knapp, 1906–1909 - Georg Müller, 1910–1913 - Johann Lozereit, 1911–1931 - Wilhelm Krüger, 1920. - Richard Fritz Paluk, 1926–1927 - Paul Kaschade, 1932–1945 |